# Loeflingia tavaresiana
Loeflingia tavaresiana là loài thực vật có hoa thuộc họ Cẩm chướng. Loài này được Samp. mô tả khoa học đầu tiên năm 1906.